# La Villa de Guadalupe
La Villa de Guadalupe är en ort i Mexiko.   Den ligger i kommunen Malinaltepec och delstaten Guerrero, i den sydöstra delen av landet, 270 km söder om huvudstaden Mexico City. La Villa de Guadalupe ligger 1 102 meter över havet och antalet invånare är 215.
Terrängen runt La Villa de Guadalupe är kuperad åt sydväst, men åt nordost är den bergig. Runt La Villa de Guadalupe är det ganska glesbefolkat, med 42 invånare per kvadratkilometer. Närmaste större samhälle är Tilapa, 0,40 km sydost om La Villa de Guadalupe. I omgivningarna runt La Villa de Guadalupe växer huvudsakligen savannskog.